# Mowdok Mual
Mowdok Mual (též Saka Haphong či Clan Moy, 1052 m n. m.) je hora v jižní Asii. Leží na státní hranici mezi Bangladéšem a Barmou. Není jisté, v jaké nadmořské výšce vrchol hory leží (různé zdroje uvádějí hodnoty od 1052 do 1064 m) ani to, zda hora skutečně leží na území Bangladéše. Za předpokladu, že hora leží na bangladéšské hranici, se jedná o nejvyšší horu státu. Některé zdroje uvádějí jako nejvyšší horu Bangladéše Keokradong (údajně 1230 m).